# 川和町駅
川和町駅（かわわちょうえき）は、神奈川県横浜市都筑区川和町にある、横浜市営地下鉄グリーンライン（4号線）の駅である。駅番号はG02。
地上駅で、グリーンラインの車両基地である川和車両基地への入・出庫線が設置されている。
ステーションカラーは鶴見川沿いの伸びやかな地勢と、駅が高架駅であることから、空をイメージしてあお（露草色）   。

## 概要
都筑区の南西部に位置し、田畑が多く残る地域で、駅舎は横浜市道中山北山田線（区役所通り）に挟まれている。線路は中山駅方面へ急勾配で下っており、また川和車両基地にも日吉駅方向から中山駅方面に向かって分岐している。
駅のデザインテーマは「なごみのひろば」で、高架駅という特性から、空や光などの四季折々の自然を感じられる駅を目指し、里山の風景や壁面緑化の植栽で、人々が親しみやすい場所が創造されている。

## 歴史
- 2008年（平成20年）3月30日 - 横浜市営地下鉄グリーンラインの中山駅 - 日吉駅間の開通と同時に開業。
- 2012年（平成24年）5月1日 - docomo Wi-Fiによる、無線LANサービス開始。
- 2021年（令和3年）9月1日 - グリーンライン6両化工事に伴い停止位置を変更するため、ホームドアが常時開放状態になり、撤去された。2022年2月に再配置[5]。

### 駅名の由来
地名から採られた。「川和」の由来は川和町の項を参照のこと。

## 駅構造
島式ホーム1面2線を有する高架駅。ホームに並んで留置線が2本あり、留置線には乗務員用の簡易ホームが設置されている。この乗務員用ホームが1・2番線になっているため、旅客用ホームの番号は3・4番線になっている。
配線の関係上、中山側から直接車両基地へは入線できないため、日吉側には折り返し可能な留置線が1本、そして車両基地から中山方面への出庫用にも1本設けられている。なお、開業以来当駅発着列車は設定されていなかったが、2014年（平成26年）3月29日のダイヤ改正で、中山方面行の初発と2番目の列車が当駅始発となった。

### のりば
| 番線 | 路線           | 行先     |
| ---- | -------------- | -------- |
| 3    | グリーンライン | 中山方面 |
| 4    | グリーンライン | 日吉方面 |

- 上表の路線名は旅客案内上の名称（愛称）で記載している。

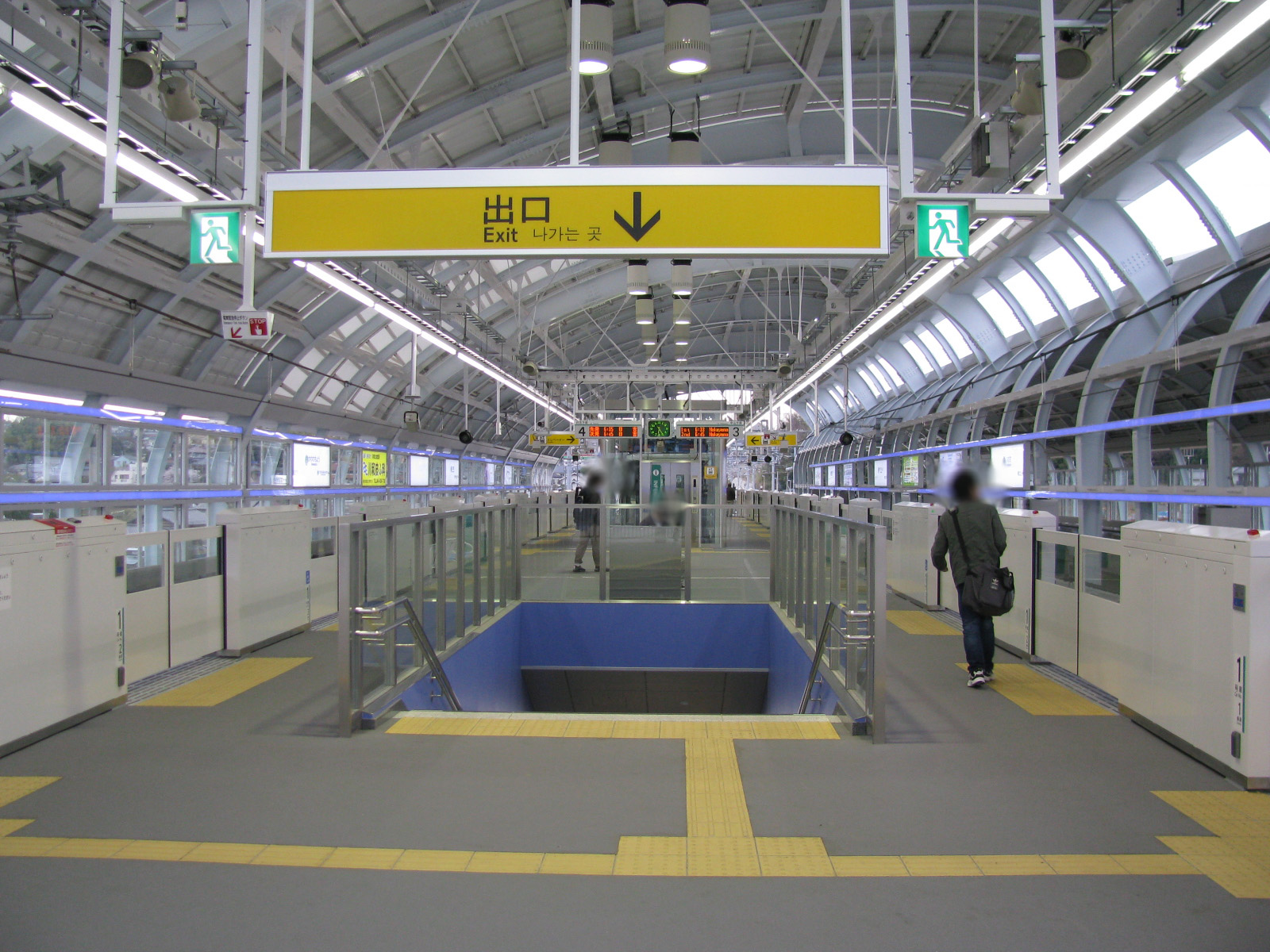
ホーム (2008年3月)
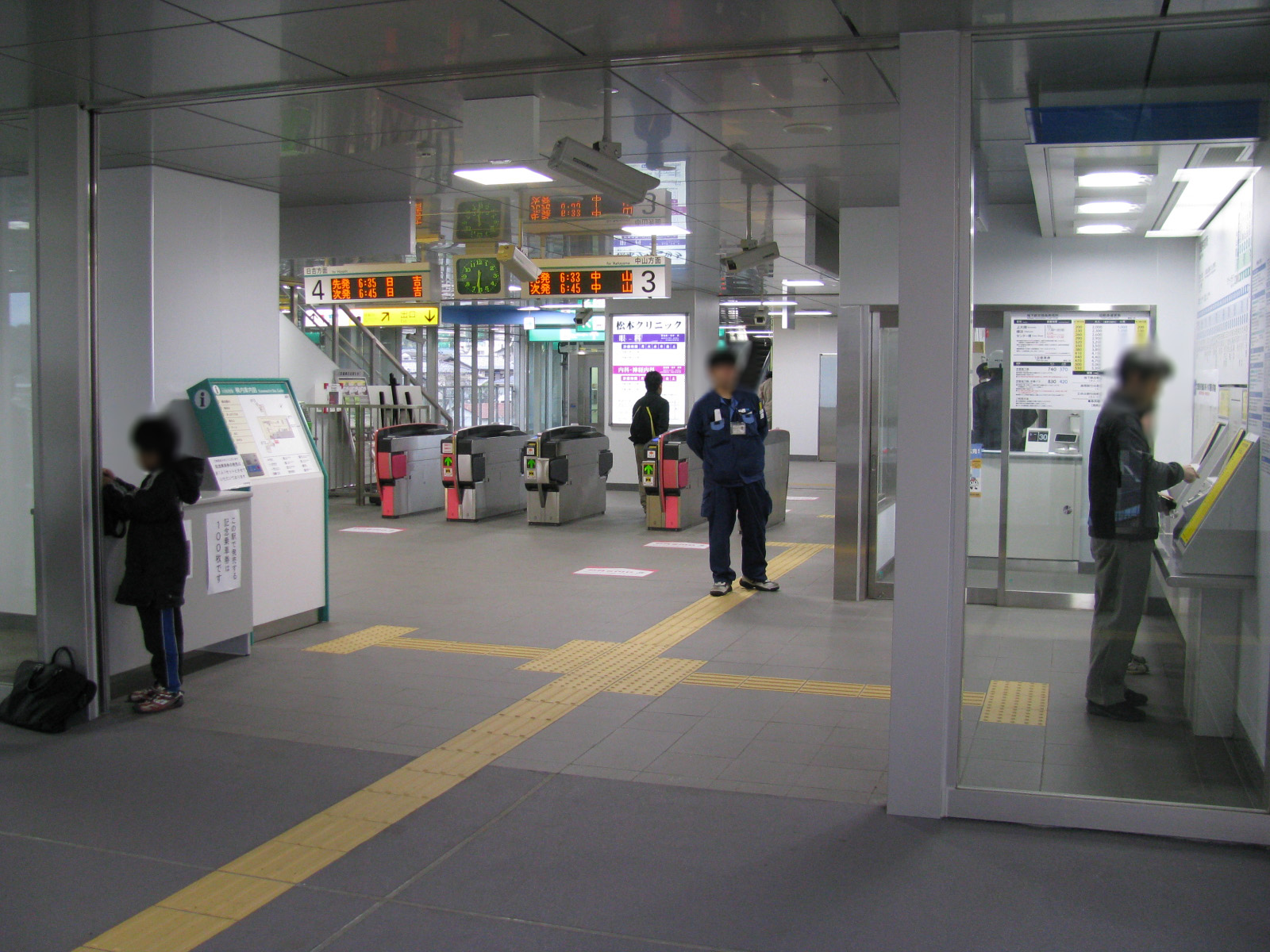
改札口 (2008年3月)
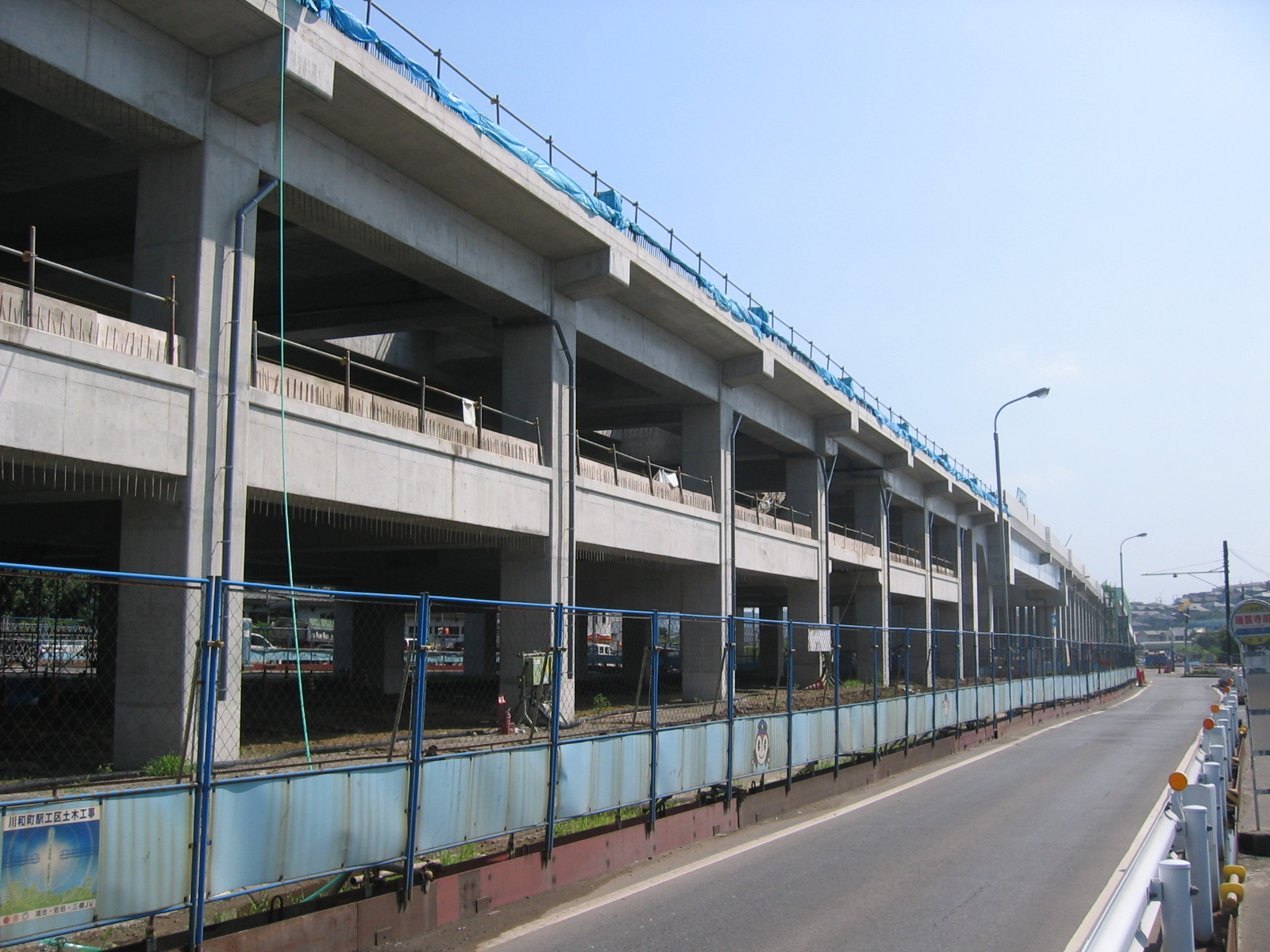
建設時の川和町駅 (2006年7月)
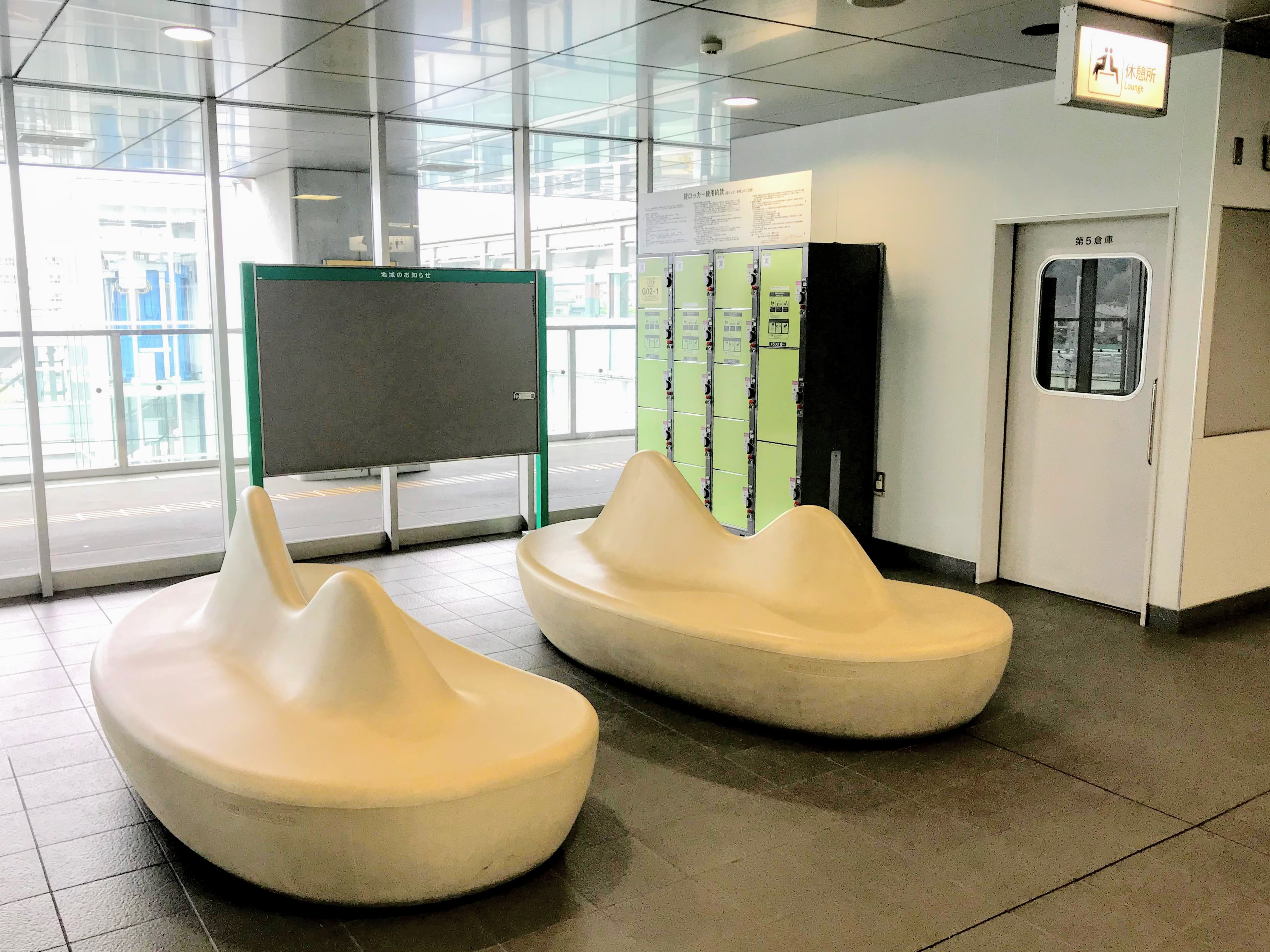
各駅に必ず設置されている休憩エリア (2020年5月)
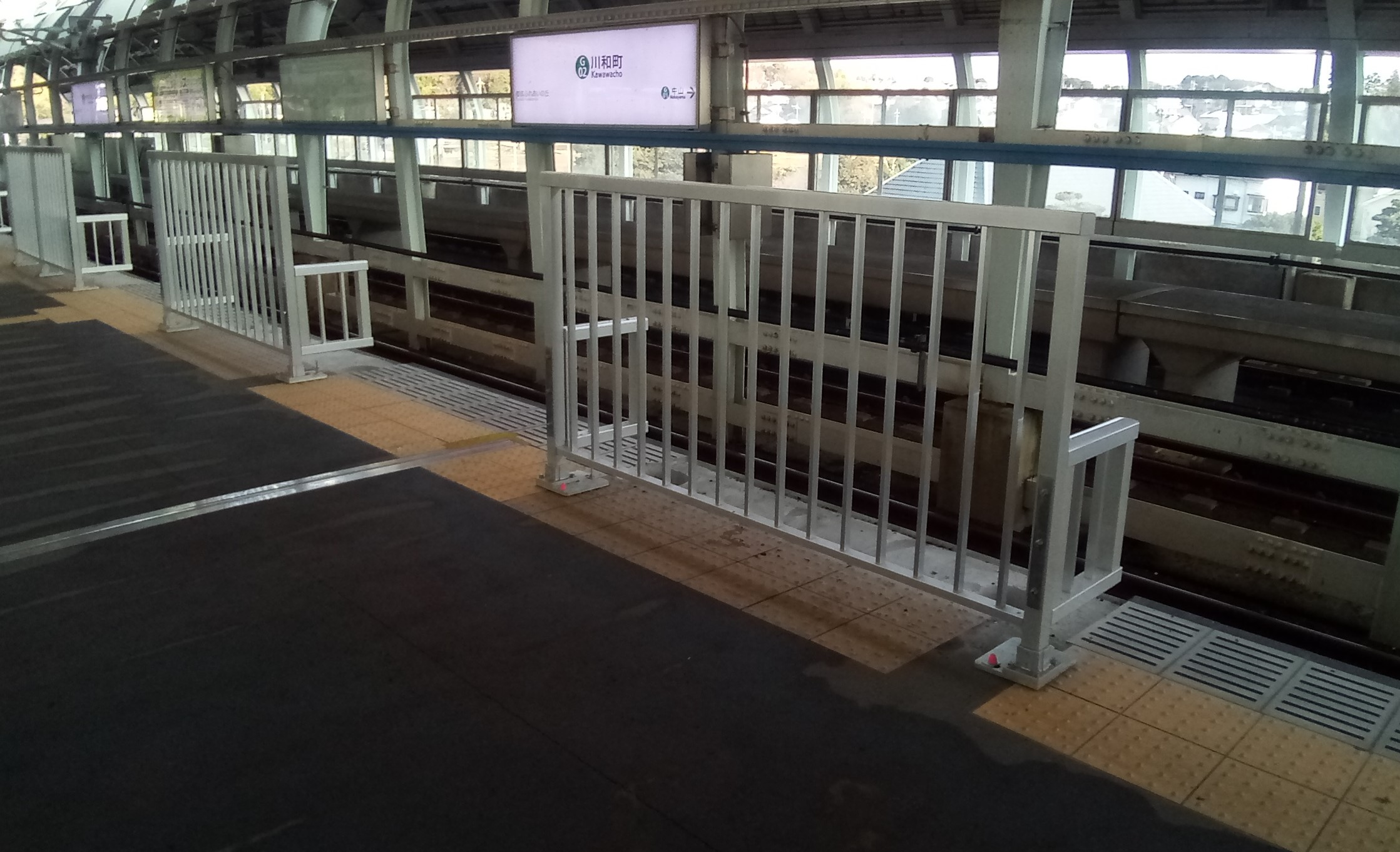
ホームドアが撤去されていた間のホーム (2022年1月)

## 利用状況
2023年度の1日平均乗降人員は8,868人（乗車人員：4,487人、降車人員：4,381人）である。同線の中では一番少ない。
開業以来の1日平均乗降・乗車人員推移は下記の通り。
| 年度               | 1日平均 乗降人員 | 1日平均 乗車人員 | 出典     |
| ------------------ | ---------------- | ---------------- | -------- |
| 2007年（平成19年） |                  | 7,541            | [ * 1 ]  |
| 2008年（平成20年） | 4,360            | 2,242            | [ * 2 ]  |
| 2009年（平成21年） | 5,384            | 2,765            | [ * 3 ]  |
| 2010年（平成22年） | 6,767            | 3,087            | [ * 4 ]  |
| 2011年（平成23年） | 6,391            | 3,256            | [ * 5 ]  |
| 2012年（平成24年） | 6,794            | 3,460            | [ * 6 ]  |
| 2013年（平成25年） | 7,208            | 3,668            | [ * 7 ]  |
| 2014年（平成26年） | 7,538            | 3,831            | [ * 8 ]  |
| 2015年（平成27年） | 8,092            | 4,111            | [ * 9 ]  |
| 2016年（平成28年） | 8,286            | 4,217            | [ * 10 ] |
| 2017年（平成29年） | 8,347            | 4,251            | [ * 11 ] |
| 2018年（平成30年） | 8,510            | 4,333            | [ * 12 ] |
| 2019年（令和元年） | 8,480            | 4,320            | [ * 13 ] |
| 2020年（令和02年） | 6,334            | 3,231            |          |
| 2021年（令和03年） | 7,081            | 3,602            |          |
| 2022年（令和04年） | 7,970            | 4,046            |          |
| 2023年（令和05年） | 8,868            | 4,487            |          |

## 駅周辺
主に住宅地であるが、鶴見川（谷本川）沿いは工業地域であり、中小工場が立ち並んでいる。
- 川和車両基地
- 瑞雲寺
- 川和富士公園
- 川和公会堂
- 神奈川県道12号横浜上麻生線
- 横浜市立川和小学校
- 横浜市立川和中学校
- フォルテ横浜川和町
  - ベルク フォルテ横浜川和町店
- 川和商店街
- 城南信用金庫川和支店
- 横浜川和町郵便局

## バス路線
最寄りのバス停は、市道中山北山田線沿いの「川和町駅」と県道横浜上麻生線沿いの「川和公会堂前」および「瑞雲寺前」となる。
下記の路線が乗り入れ、横浜市営バス・東急バスにより運行されている。なお、「瑞雲寺前」バス停から市が尾駅方面には「川和町」バス停もあるが、当駅の最寄りではない。
川和町駅
- <南61> 中山駅北口行（青砥団地経由）【東急】 ※土休日1本のみ

川和公会堂前・瑞雲寺前
- 北方向のりば
  - <73> センター南駅行【横浜市営】
  - <市03・市43> 市が尾駅行【東急】
  - <市43> 桐蔭学園前行（市が尾駅経由）【東急】
- 南方向のりば
  - <73> 中山駅（南口）行（貝の坂経由）【横浜市営】
  - <市43> 中山駅北口行（貝の坂経由）【東急】
  - <市03> 新横浜駅行（貝の坂・小机駅経由）・貝の坂行【東急】

## 隣の駅
横浜市営地下鉄
 グリーンライン（4号線）
中山駅 (G01) - 川和町駅 (G02) - 都筑ふれあいの丘駅 (G03)